# Igła Buffona
Igła Buffona – jeden z najpopularniejszych problemów prawdopodobieństwa geometrycznego. Problem został sformułowany w 1733 przez Georges’a-Louisa Leclerca, hrabiego Buffon, a w 1777 podał on jego rozwiązanie.
Opisany w problemie eksperyment jest statystyczną symulacją pozwalającą oszacować liczbę π. Otrzymana metoda estymacji liczby {\displaystyle \pi } należy do klasy metod Monte Carlo.

## Opis problemu i rozwiązanie

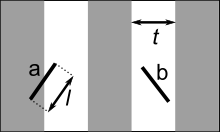

Mamy planszę z zaznaczonymi pionowymi liniami odległymi od siebie o {\displaystyle t.} Upuszczamy na nią igłę o długości {\displaystyle l,} przy czym {\displaystyle l\leqslant t.} Eksperyment powtarzamy {\displaystyle n} razy, i zliczamy ile razy igła przecięła którąś z linii siatki, otrzymując wartość {\displaystyle R.} Jak oszacować stosunek {\displaystyle {\frac {R}{n}},} czyli prawdopodobieństwo, że igła przetnie którąś z linii?
Niech {\displaystyle x} będzie odległością środka igły od najbliższej linii, a {\displaystyle \theta } ostrym kątem między igłą a linią. Obie zmienne losowe są niezależne i podlegają rozkładowi równomiernemu:
{\displaystyle x\sim U\left[0,{\frac {t}{2}}\right],\ \ \theta \sim U\left[0,{\frac {\pi }{2}}\right].}
Igła przetnie linię jeśli
{\displaystyle x\leqslant {\frac {l}{2}}\sin \theta .}
Zatem prawdopodobieństwo tego zdarzenia wynosi:
{\displaystyle \int \limits _{0}^{\frac {\pi }{2}}\int \limits _{0}^{{\frac {l}{2}}\cdot \sin \theta }{\frac {2}{\pi }}\cdot {\frac {2}{t}}\,dxd\theta =\int \limits _{0}^{\frac {\pi }{2}}\left[{\frac {4}{\pi \cdot t}}\cdot x\right]_{0}^{{\frac {l}{2}}\cdot \sin \theta }\,d\theta =\int _{0}^{\frac {\pi }{2}}{\frac {4}{\pi \cdot t}}\cdot {\frac {l}{2}}\cdot \sin \theta \,d\theta ={\frac {2\cdot l}{\pi \cdot t}}\cdot \left[-\cos \theta \right]_{0}^{\frac {\pi }{2}}={\frac {2\cdot l}{\pi \cdot t}}\cdot \left(-\cos {\frac {\pi }{2}}+\cos 0\right)={\frac {2\cdot l}{t\pi }}.}
Ponieważ eksperyment pozwala oszacować prawdopodobieństwo przecięcia linii i igły przez {\displaystyle {\frac {R}{n}},} otrzymujemy równość:
{\displaystyle {\frac {R}{n}}={\frac {2\cdot l}{t\cdot \pi }},}
która po przekształceniu daje:
{\displaystyle \pi ={\frac {2\cdot l\cdot n}{t\cdot R}}.}

## Komentarze
Pierwotna wersja problemu dotyczyła oszacowania prawdopodobieństwa w grze Franc-Carreau polegającej na rzucaniu okrągłą monetą na podłogę podzieloną na kwadraty. Przegrana następowała, gdy moneta upadła na linię.
Jeżeli znamy liczbę π, opisany eksperyment może służyć jako estymacja innych zmiennych, np. długości igły.